# Attignat-Oncin
Attignat-Oncin ist eine französische Gemeinde mit 572 Einwohnern (Stand: 1. Januar 2022) im Département Savoie in der Region Auvergne-Rhône-Alpes (vor 2016 Rhône-Alpes). Sie gehört zum Kanton Le Pont-de-Beauvoisin (bis 2015 Les Échelles) im Arrondissement Chambéry und ist Mitglied im Gemeindeverband Lac d’Aiguebelette. Die Einwohner werden Oncinois genannt.

## Weblinks

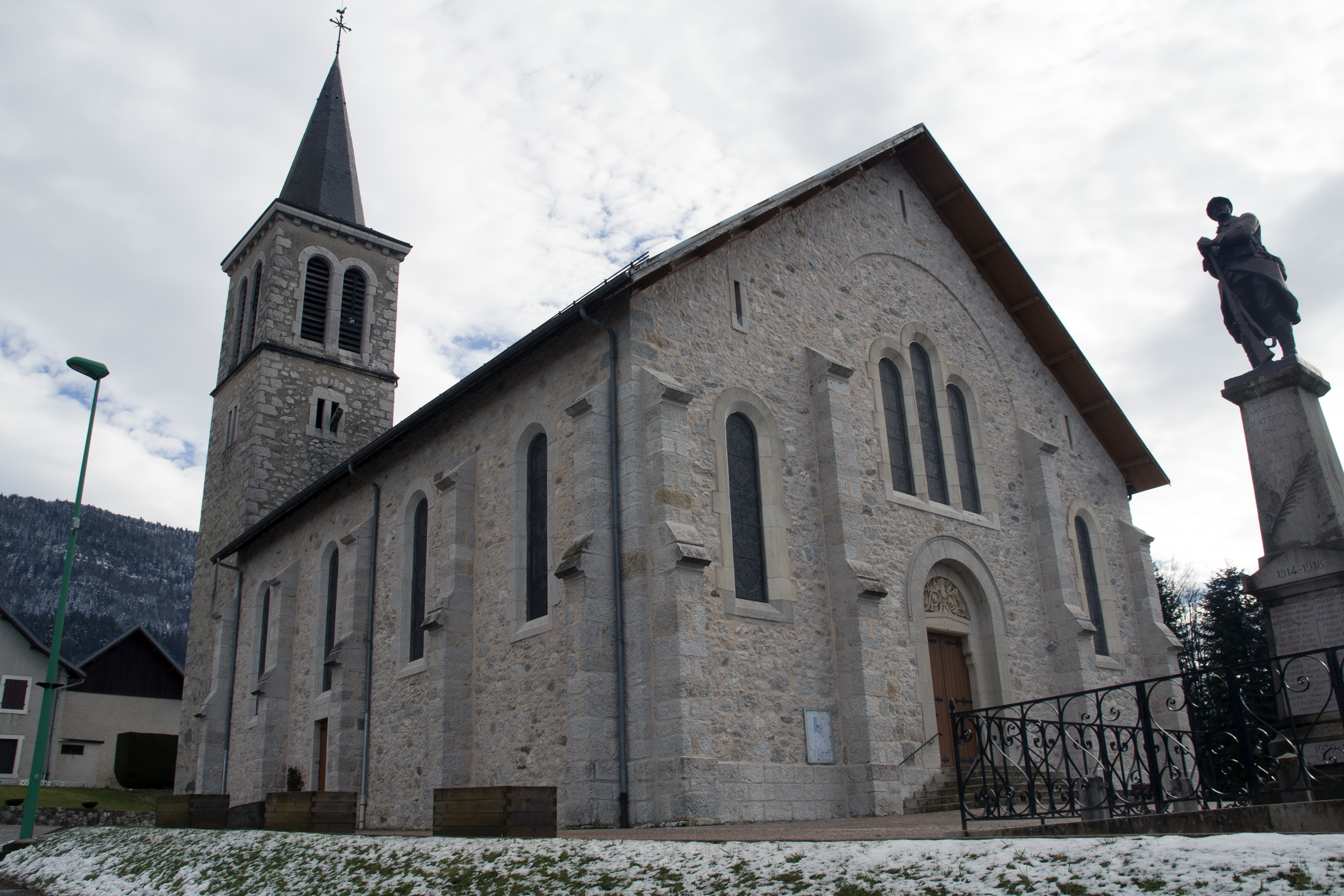
Kirche Saint-Martin

## Geographie
Attignat-Oncin liegt etwa 16 km südwestlich von Chambéry südlich des Lac d’Aiguebelette. Nachbargemeinden von Attignat-Oncin sind Lépin-le-Lac im Norden, Vimines im Nordosten, Saint-Thibaud-de-Couz im Osten, La Bauche im Süden, Saint-Franc im Südwesten, Saint-Béron im Westen und Südwesten sowie La Bridoire im Westen.

## Bevölkerungsentwicklung
| Jahr                       | 1962 | 1968 | 1975 | 1982 | 1990 | 1999 | 2006 | 2013 |
| -------------------------- | ---- | ---- | ---- | ---- | ---- | ---- | ---- | ---- |
| Einwohner                  | 492  | 448  | 380  | 397  | 398  | 418  | 531  | 537  |
| Quellen: Cassini und INSEE |      |      |      |      |      |      |      |      |

## Sehenswürdigkeiten
- Kirche Saint-Martin